# Dentella concinna
Dentella concinna är en måreväxtart som beskrevs av Airy Shaw. Dentella concinna ingår i släktet Dentella och familjen måreväxter.
Artens utbredningsområde är Burma. Inga underarter finns listade i Catalogue of Life.